# Равнецьке сільське поселення
Равне́цьке сільське поселення (рос. Равнецкое сельское поселение) — муніципальне утворення у складі Ішимського району Тюменської області, Росія.
Адміністративний центр — село Равнець.

## Населення
Населення — 983 особи (2020; 1026 у 2018, 1078 у 2010, 1170 у 2002).

## Склад
До складу поселення входять такі населені пункти:
| Населений пункт      | Населення, осіб (2002) | Населення, осіб (2010) |
| -------------------- | ---------------------- | ---------------------- |
| Зелений, селище      | 38                     | 33                     |
| Кошкарагай, присілок | 220                    | 226                    |
| Макарова, присілок   | 250                    | 191                    |
| Налимова, присілок   | 33                     | 32                     |
| Равнець, село        | 629                    | 596                    |